# 苄氧羰基

用氯甲酸苄酯保护氨基。

苄氧羰基（Cbz、Z）是一个用于保护氨基的保护基，多用于多肽合成中，由麦克斯·伯格曼于1932年首先使用。
- 上保护基：胺与氯甲酸苄酯和弱碱（如碳酸钠）作用。
- 脱保护基：H2/Pd催化氢化或用溴化氢处理。